# جامعة هلوخيف الوطنية التربوية
جامعة هلوخيف الوطنية التربوية مؤسسة تعليم عالي أوكرانية، (بالأوكرانية: Глухівський національний педагогічний університет імені Олександра Довженка) هي جامعة تقع في سومي أوبلاست، أوكرانيا. أُسِّسَت هذه الجامعة في سنة 1874.

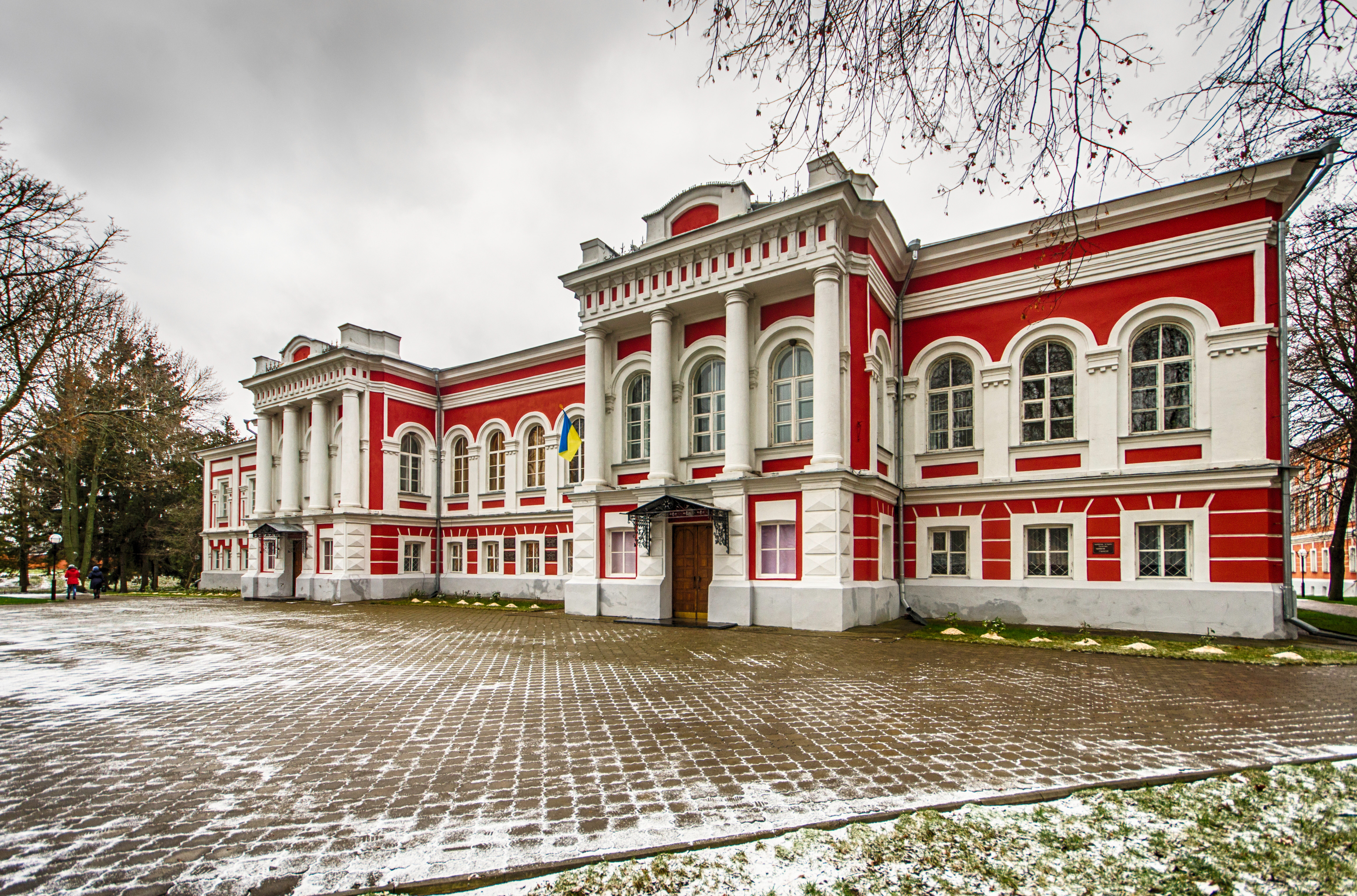